# Чемпионат Европы по волейболу среди мужчин 1977
10-й чемпионат Европы по волейболу среди мужчин прошёл с 25 сентября по 2 октября 1977 года в 4 городах Финляндии (Хельсинки, Оулу, Турку, Тампере) с участием 12 национальных сборных команд. Чемпионский титул в 6-й раз в своей истории и в 4-й раз подряд выиграла сборная СССР.

## Команды-участницы
Финляндия — страна-организатор;
СССР, Польша, Югославия, Румыния, Болгария — по итогам чемпионата Европы 1975 года;
Франция, Чехословакия, ГДР, Нидерланды, Венгрия, Италия — по итогам квалификации.

## Система проведения чемпионата
12 финалистов чемпионата Европы на предварительном этапе были разбиты на две группы. По две лучшие команды из групп стали участниками плей-офф за 1—4-е места. Итоговые 5—8-е и 9—12-е места также по системе плей-офф разыграли команды, занявшие в группах соответственно 3—4-е и 5—6-е места.

## Города и игровые арены
Соревнования прошли в игровых залах 4 городов Финляндии — Хельсинки, Тампере, Оулу и Турку.
- Хельсинки.

В «Pasilan Urheiluhalli» прошли матчи группы «А» предварительного этапа и плей-офф за 1—4 места. Вместимость трибун игрового зала — 2735 зрителей.
- Тампере.

В «Pyynikin Palloiluhalli» прошли матчи группы «В» предварительного этапа. Арена построена в 1977 году. Вместимость трибун игрового зала — 2000 зрителей.
- Оулу.

В «Oulun Urheilutalo» прошли матчи плей-офф за 5—8 места. Арена построена в 1962 году. Вместимость трибун игрового зала — 2450 зрителей.
- Турку.

В Турку прошли матчи плей-офф за 9—12 места.
- Хельсинки
Pasilan urheiluhalli
- Тампере
Pyynikin palloiluhalli
- Оулу
Oulun Urheilutalo

## Предварительный этап

### Группа А
Хельсинки
| М | Команда   | 1   | 2   | 3   | 4   | 5   | 6   | И | В | П | С/П   | О |
| - | --------- | --- | --- | --- | --- | --- | --- | - | - | - | ----- | - |
| 1 | Румыния   |     | 3:1 | 2:3 | 3:1 | 3:0 | 3:0 | 5 | 4 | 1 | 14:5  | 9 |
| 2 | Венгрия   | 1:3 |     | 3:2 | 3:0 | 3:0 | 1:3 | 5 | 3 | 2 | 11:8  | 8 |
| 3 | Италия    | 3:2 | 2:3 |     | 3:0 | 1:3 | 3:2 | 5 | 3 | 2 | 12:10 | 8 |
| 4 | Югославия | 1:3 | 0:3 | 0:3 |     | 3:1 | 3:0 | 5 | 2 | 3 | 7:10  | 7 |
| 5 | Франция   | 0:3 | 0:3 | 3:1 | 1:3 |     | 3:2 | 5 | 2 | 3 | 7:12  | 7 |
| 6 | Финляндия | 0:3 | 3:1 | 2:3 | 0:3 | 2:3 |     | 5 | 1 | 4 | 7:13  | 6 |

25 сентября: Финляндия — Венгрия 3:1 (15:13, 11:15, 15:4, 15:11); Италия — Румыния 3:2 (14:16, 15:12, 8:15, 15:8, 15:11); Югославия — Франция 3:1 (14:16, 15:10, 15:4, 15:7).
26 сентября: Румыния — Франция 3:0 (15:8, 15:7, 15:3); Венгрия — Югославия 3:0 (15:7, 16:14, 15:6); Италия — Финляндия 3:2 (15:13, 10:15, 15:13, 9:15, 15:8).
27 сентября: Румыния — Югославия 3:1 (15:13, 14:16, 15:10, 15:4); Франция — Финляндия 3:2 (15:7, 10:15, 21:19, 12:15, 15:11); Венгрия — Италия 3:2 (5:15, 15:8, 10:15, 15:1, 15:10).
28 сентября: Франция — Италия 3:1 (11:15, 15:9, 15:12, 15:7); Югославия — Финляндия 3:0 (15:13, 15:6, 15:13); Румыния — Венгрия 3:1 (15:5, 15:9, 10:15, 15:7).
29 сентября: Италия — Югославия 3:0 (15:8, 15:4, 15:6); Венгрия — Франция 3:0 (15:13, 15:11, 15:8); Румыния — Финляндия 3:0 (15:9, 15:8, 15:13).

### Группа В
Тампере
| М | Команда      | 1   | 2   | 3   | 4   | 5   | 6   | И | В | П | С/П   | О |
| - | ------------ | --- | --- | --- | --- | --- | --- | - | - | - | ----- | - |
| 1 | СССР         |     | 1:3 | 3:1 | 3:0 | 3:0 | 3:0 | 5 | 4 | 1 | 13:4  | 9 |
| 2 | Польша       | 3:1 |     | 3:1 | 3:0 | 2:3 | 3:0 | 5 | 4 | 1 | 14:5  | 9 |
| 3 | Чехословакия | 1:3 | 1:3 |     | 3:2 | 3:1 | 3:1 | 5 | 3 | 2 | 11:10 | 8 |
| 4 | Болгария     | 0:3 | 0:3 | 2:3 |     | 3:0 | 3:0 | 5 | 2 | 3 | 8:9   | 7 |
| 5 | ГДР          | 0:3 | 3:2 | 1:3 | 0:3 |     | 3:1 | 5 | 2 | 3 | 7:12  | 7 |
| 6 | Нидерланды   | 0:3 | 0:3 | 1:3 | 0:3 | 1:3 |     | 5 | 0 | 5 | 2:15  | 5 |

25 сентября: Польша — СССР 3:1 (16:14, 15:11, 6:15, 15:13); Чехословакия — ГДР 3:1 (15:10, 4:15, 16:14, 15:6); Болгария — Нидерланды 3:0 (15:12, 15:11, 15:8).
26 сентября: Чехословакия — Нидерланды 3:1 (15:13, 15:3, 14:16, 15:7); СССР — Болгария 3:0 (15:10, 15:7, 15:11); ГДР — Польша 3:2 (15:11, 15:3, 13:15, 14:16, 15:11).
27 сентября: Чехословакия — Болгария 3:2 (16:14, 12:15, 11:15, 18:16, 15:13); Польша — Нидерланды 3:0 (15:10, 15:0, 15:10); СССР — ГДР 3:0 (15:2, 15:3, 15:11).
28 сентября: ГДР — Нидерланды 3:1 (10:15, 15:10, 15:5, 15:2); Польша — Болгария 3:0 (15:2, 15:5, 15:9); СССР — Чехословакия 3:1 (13:15, 15:6, 16:14, 15:5).
29 сентября: Болгария — ГДР 3:0 (21:19, 15:11, 15:8); СССР — Нидерланды 3:0 (15:10, 15:5, 15:5); Польша — Чехословакия 3:1 (12:15, 15:7, 15:5, 15:3).

## Плей-офф
Хельсинки/Оулу/Турку

### Полуфинал за 1—4 места
1 октября. Хельсинки
Польша — Румыния 3:1 (15:8, 16:18, 15:8, 15:5)
СССР — Венгрия 3:0 (15:0, 15:12, 15:6)

### Полуфинал за 5—8 места
1 октября. Оулу
Болгария — Италия 3:0 (15:7, 15:11, 15:6)
Чехословакия — Югославия 3:0 (15:5, 16:14, 16:14)

### Полуфинал за 9—12 места
1 октября. Турку
Франция — Нидерланды 3:0 (15:4, 15:10, 15:8)
ГДР — Финляндия 3:0 (15:9, 15:8, 15:6)

### Матч за 11-е место
2 октября. Турку
Финляндия — Нидерланды 3:1 (15:1, 15:4, 8:15, 16:14).

### Матч за 9-е место
2 октября. Турку
ГДР — Франция 3:1 (15:7, 9:15, 15:9, 15:5)

### Матч за 7-е место
2 октября. Оулу
Югославия — Италия 3:0 (15:11, 15:13, 15:10)

### Матч за 5-е место
2 октября. Оулу
Болгария — Чехословакия 3:0 (15:13, 15:5, 16:14)

### Матч за 3-е место
2 октября. Хельсинки
Румыния — Венгрия 3:0 (15:9, 15:13, 15:9)

### Финал
2 октября. Хельсинки
СССР — Польша 3:1 (8:15, 15:9, 15:13, 15:9)

## Итоги

### Положение команд
| СССР            | 7. Югославия   |
| Польша          | 8. Италия      |
| Румыния         | 9. ГДР         |
| 4. Венгрия      | 10. Франция    |
| 5. Болгария     | 11. Финляндия  |
| 6. Чехословакия | 12. Нидерланды |

### Призёры
СССР: Владимир Кондра, Вячеслав Зайцев, Анатолий Полищук, Владимир Чернышёв, Александр Савин, Вильяр Лоор, Владимир Дорохов, Александр Ермилов, Павел Селиванов, Олег Молибога, Фёдор Лащёнов, Валерий Кривов. Главный тренер — Вячеслав Платонов.
  Польша: Бронислав Бебель, Рышард Босек, Марек Цяшкевич, Веслав Чая, Веслав Гавловский, Мацей Ярош, Марек Карбаж, Владислав Кустра, Лешек Моленда, Влодзимеж Садальский, Влодзимеж Стефаньский, Томаш Вуйтович. Тренер — Ежи Вельч.
  Румыния: Адриан Арбузов, Корнелиу-Вальтер Кифу, Дан Гырляну, Габриэль Удиштяну, Ион Тербя, Лауренциу Димэною, Мирча Тутован-Кодой, Некулае-Василе Поп, Петре Ионеску, Сорин-Раду Макавей, Теофил Киш, Василе Мэшкэшан. Тренер — Георге Эремья.